# جون تاكر وليامز
جون تاكر وليامز هو سياسي كندي، ولد في 1789، وتوفي في 9 سبتمبر 1854.